# Roberto Marcora
Roberto Marcora (ur. 30 sierpnia 1989 w Busto Arsizio) – włoski tenisista.

## Kariera tenisowa
W karierze zwyciężył w jedenastu singlowych i jednym deblowym turnieju rangi ITF.
W rankingu gry pojedynczej najwyżej był na 150. miejscu (17 lutego 2020), a w klasyfikacji gry podwójnej na 717. pozycji (8 lipca 2013).